# 胡东太
胡东太（1934年1月—2015年6月7日），男，江西余干人，中华人民共和国政治人物，曾任江西省人事厅厅长，江西省人大常委会副主任。